# Jackman
Jackman és una població dels Estats Units a l'estat de Maine (EUA). Segons el cens del 2000 tenia 718 habitants.

## Demografia
Segons el cens del 2000, Jackman tenia 718 habitants, 310 habitatges, i 190 famílies. La densitat de població era de 6,8 habitants/km².
Dels 310 habitatges en un 33,5% hi vivien nens de menys de 18 anys, en un 46,8% hi vivien parelles casades, en un 9,4% dones solteres, i en un 38,4% no eren unitats familiars. En el 31,9% dels habitatges hi vivien persones soles el 15,5% de les quals corresponia a persones de 65 anys o més que vivien soles. El nombre mitjà de persones vivint en cada habitatge era de 2,25 i el nombre mitjà de persones que vivien en cada família era de 2,84.
Per edats la població es repartia de la següent manera: un 25,8% tenia menys de 18 anys, un 5,3% entre 18 i 24, un 29,2% entre 25 i 44, un 25,1% de 45 a 60 i un 14,6% 65 anys o més.
L'edat mediana era de 40 anys. Per cada 100 dones de 18 o més anys hi havia 92,4 homes.
La renda mediana per habitatge era de 29.615 $ i la renda mediana per família de 33.182 $. Els homes tenien una renda mediana de 29.135 $ mentre que les dones 21.310 $. La renda per capita de la població era de 15.763 $. Entorn del 3,7% de les famílies i el 9,5% de la població estaven per davall del llindar de pobresa.